# Гришковка (Черкасская область)
Гришковка (укр. Гришківка) — посёлок в Золотоношском городском совете Черкасской области Украины.
Почтовый индекс — 19700. Телефонный код — 4737. 

## Население
Население по переписи 2001 года составляло 130 человек.

### Языковой состав
Родной язык населения по данным переписи 2001 года:
| Язык       | Численность, чел. | Доля     |
| ---------- | ----------------- | -------- |
| Украинский | 127               | 97,69 %  |
| Русский    | 3                 | 2,31 %   |
| Итого      | 130               | 100,00 % |

## Местный совет
19700, Черкаська обл., м. Золотоноша, Садовий проїзд, 8  (укр.)

## История
Хутор Гришковка был приписаный к Иоанно-Богословской церкви в Крупском.
Есть на карте 1869 года как Грищенки.
Гришковка между 1992 и 2000 годами выделилась из Богуславца, в который вошла после 1945 года.